# Alexandra Curzon
Alexandra Naldera Curzon (Londra, 20 marzo 1904 – Oxford, 7 agosto 1995) è stata una nobildonna inglese.

## Biografia
Era la terzogenita di George Curzon, I marchese Curzon di Kedleston, Viceré d'India, e di sua moglie, l'ereditiera americana Mary Victoria Leiter. 
Fu concepita nel luglio 1903 presso Naldehra, a 25 km di Shimla, forse dopo una partita di golf in alta quota. Fu battezzata con il nome di Alexandra, in onore della regina Alessandra, che fu anche battezzata con il nome di Naldera, luogo dove fu concepita. Studiò, come le sue sorelle, presso il collegio svizzero Istituto Le Rosey.
Sua madre morì nel 1906, quando aveva solo due anni. I servi indiani di suo padre la chiamava "Baba Sahib", "baby del Viceré", e in seguito era meglio conosciuto come "Baba". Lei e le sue sorelle, divennero il centro della vita sociale dopo il secondo matrimonio del padre con Grace Elvina Duggan nel 1917. Fu soprannominata la "più bella debuttante della stagione 1922".

## Matrimonio
Lei è stato il primo amore del principe George, duca di Kent. Tuttavia, il 21 luglio 1925 sposò il maggiore Edward Dudley Metcalfe, il migliore amico e scudiero del fratello maggiore di George, Edoardo VIII. Era uno dei pochi testimoni al matrimonio di Edoardo VIII e Wallis Simpson.
La coppia ebbe tre figli:
- David Patrick Metcalfe (8 luglio 1927), sposò in prime nozze Alexandria Irene Boycun, ebbero tre figli, e in seconde nozze Comtesse de Chauvigny de Blot, ebbero un figlio;
- Davina Naldera Metcalfe (14 novembre 1930), sposò John Hugo Eastwood, ebbero due figli;
- Linda Mary Metcalfe (14 novembre 1930), sposò Henry Tilford Mortimer, ebbero due figli.

Ebbe relazioni con Jock Whitney, Michael Lubbock, Walter Monckton e Charles Duncombe, III conte di Feversham. Prima della seconda guerra mondiale si guadagnò il soprannome di Baba camicie nere, in quanto era l'amante dell'ambasciatore italiano a Londra, Dino Grandi mentre, allo stesso tempo, godette della romantica devozione del ministro degli Esteri, Lord Halifax.
La coppia divorziò nel 1955.

## Morte
Si dedicò all'organizzazione di Save the Children Fund, un impegno che è durato per più di 40 anni. Più tardi divenne presidente del soccorso e di previdenza del Comitato d'oltremare, che controllava tutto il lavoro all'estero del fondo. Nel 1974 è stata eletta vicepresidente. 
Alexandra è stata interpretata nel 1980 in sette episodi nella mini-serie, Edward e Mrs. Simpson, che ha vinto l'Emmy Award come Miglior Serie. 
Morì il 7 agosto 1995, a 91 anni, al John Radcliffe Hospital, a Oxford. Lei e le sue sorelle sono state ricordate da Anne de Courcy in The Viceroy's Daughters: the Lives of the Curzon Sisters.